# Callegaria
Callegaria là một chi bướm đêm thuộc họ Noctuidae.